# La paloma de Marsella
La Paloma de Marsella é um filme de comédia mexicano dirigido por Carlos García Agraz, produzido por Roberto Gómez Bolaños e escrito por Eliseo Alberto. Lançado em 1999, foi protagonizado por Rosa de Castilla.

## Elenco
- Rosa de Castilla - Amelia
- Germán Robles
- Anabelle Gutiérrez
- Ramiro Orci
- Mercedes Pascual
- Héctor Ortega
- Bertha Moss
- Eduardo López Rojas
- Adriana Barraza
- Cynthia Klithbo
- Leticia Gómez